# Lužan
Lužan is een plaats in de gemeente Zagreb in de Kroatische provincie Stad Zagreb. De plaats telt 675 inwoners (2001).